# Daniel Stendel
Daniel Stendel (Francoforte sull'Oder, 4 aprile 1974) è un allenatore di calcio ed ex calciatore tedesco di ruolo attaccante.

## Palmarès

### Giocatore

#### Competizioni nazionali
- 2. Fußball-Bundesliga: 1

Hannover 96: 2001-2002